# Ducato (moneta)
Ducato è il nome di alcune monete sia d'argento sia d'oro. Furono emesse da molti stati sia dentro sia fuori d'Italia.

## Ducato d'argento
Il ducato d'argento, ossia il ducale, venne coniato per la prima volta al mondo a Brindisi nel 1140 ed emesso in circolazione lo stesso anno da re Ruggero II di Sicilia a margine delle Assise di Ariano. Il nome "ducato" o "ducale" derivava dal ducato di Puglia e Calabria, avente per capitale Salerno, poiché la moneta era destinata alla sola parte continentale del regno in quanto in Sicilia restava invece in circolazione il tarì, che costituì anzi la moneta di riferimento per l'intero regno.
Nel 1156 fu coniato un altro ducato d'argento da Guglielmo I, proclamato re di Sicilia alla morte del padre Ruggero II avvenuta nel 1154.
Infine fu emesso il grosso veneziano dal doge Enrico Dandolo per la prima volta intorno al 1202. In seguito fu detto Matapan. Al dritto San Marco che consegna la bandiera al doge, al rovescio Cristo in trono.
Ducati d'argento furono coniati anche a Napoli, accanto a quelli d'oro.

## Ducato d'oro
Il ducato d'oro era una moneta pari al fiorino di Firenze, emesso per la prima volta nel 1284 dal doge Giovanni Dandolo (1280-1288) e che in seguito prese il nome di zecchino. Il ducato d'oro di Venezia valeva 2 lire veneziane e 8 soldi.
Il ducato veneziano presentava al dritto il Doge che si inginocchia davanti a San Marco ed al verso Gesù Cristo dentro la "mandorla" con attorno l'iscrizione Sit tibi Christe datus quem tu regis iste ducatus. Pesava 3,44 g a 24 K.
Fu emesso con la stessa quantità di intrinseco e con gli stessi tipi fino alla caduta della Repubblica.
Il nome di ducato fu preso anche da altre monete simili, emesse da altre autorità: ducato papale, dell'Impero, di Milano, Rodi, Savoia, Urbino.

### XIX secolo
Dopo il passaggio all'Austria fu emesso ancora da Francesco II (1798-1806) e dallo stesso imperatore con il nuovo titolo di Francesco I d'Austria (1815-1835).
Le monete mantenevano ancora i tipi dei vecchi zecchini: il re genuflesso davanti a San Marco che gli consegna il vessillo e Cristo in piedi dentro la "mandorla".
Sotto Ferdinando I e Francesco Giuseppe la moneta prese i tipi delle monete austriache, con la testa dell'imperatore e l'aquila bicipite coronata e sul petto lo scudo con lo stemma d'Austria

## Altri stati italiani
Nell'Italia preunitaria il ducato era la valuta ufficiale del Regno di Napoli e del Regno delle Due Sicilie. Il ducato era diviso in 10 carlini, ciascun carlino in 10 grana, ciascun grano in 2 tornesi e ciascun tornese in 6 cavalli. Esistevano multipli in oro e frazioni in argento.

## Altri paesi
Da Venezia il ducato si è diffuso e veniva usata in tutta l'Europa. Pesava 3,5 grammi di oro al. 986/1000.
In Germania fu introdotto nel 1559 come Moneta imperiale e nel 1857 fu abolito dalla Zollverein (Unione doganale).
In Scozia ci furono due monete d'oro con questo nome. La prima fu emessa da Giacomo V di Scozia: aveva un valore di 40 shilling, cioè 2 sterline. Pesava 88,34 grani (5,7 g) ed aveva un titolo di 23 carati. Fu coniata nel 1539, con la terza coniazione di Giacomo. Fu la prima moneta scozzese a recare la data (1539). Fu detto bonnet dal nome del tipo di copricapo indossato da Giacomo. Oltre al ducat furono coniate il due terzi ed il terzo di ducato.
L'altro ducato scozzese fu coniato da Giacomo VI di Scozia nel 1580, per un valore di 80 scellini, con un peso di 94,23 grani (6,08 g) ed un titolo di 21 carati.
Molte autorità differenti, comprese dozzine di stati tedeschi e l'Austria, hanno prodotto ducati. La denominazione è stata usata fino agli inizi del XX secolo.
Furono anche emessi dei multipli del ducato.
La produzione di ducati come monete commerciali continuò anche dopo la prima guerra mondiale. Anche ora qualche zecca produce serie di ducati, coniati seguendo i vecchi modelli, come lingotti e le banche vendono queste monete senza corso legale ad investitori privati.